# Konstantín Vasílievich Ivanov
Konstantín Vasílievich Ivanov (en cirílico, Константи́н Васи́льевич Ивано́в; Slakbaš, Chuvasia, 27 de mayo de 1890-Slakbaš, 26 de marzo de 1915) fue un poeta y traductor chuvasio.
Fuerte defensor de su lengua y su región, tradujo numerosas obras al idioma chuvasio, es considerado uno de los padres fundadores de la literatura moderna chuvasia. Su obra más famosa es Narspi, traducida a varios idiomas.
Un museo le fue dedicado en su ciudad natal. El Teatro Académico Chuvasio tiene su nombre, así como una calle en Cheboksary.

## Galería fotográfica

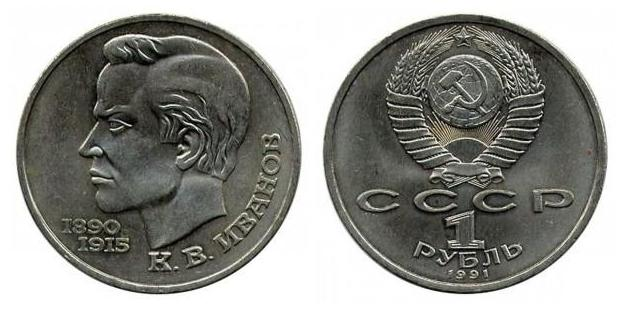
Moneda de 1 rublo del 1991 con la cara de Ivanov